# Seredně Voďane
Seredně Vodjane (ukrajinsky Сере́днє Водяне́, rumunsky Apșa de Mijloc, maďarsky Középapsa, česky dříve též Střední Apša) je obec v solotvinské venkovské komunitě, v tačivském okresu Zakarpatské oblasti Ukrajiny. Obyvatelstvo je z 96 % rumunské národnosti.
Obec se nachází v podhůří Karpat na říčce Apšycji, 3 km severně od Solotvyna.
Sídlo je známé velkými a luxusními domy místních obyvatel, přičemž některé připomínají paláce se sloupy, vinutými schodišti, širokými okny a věžemi. Mezi rodáky obce patří známí lékaři, kulturní osobnosti a politici.

### Externí odkazy

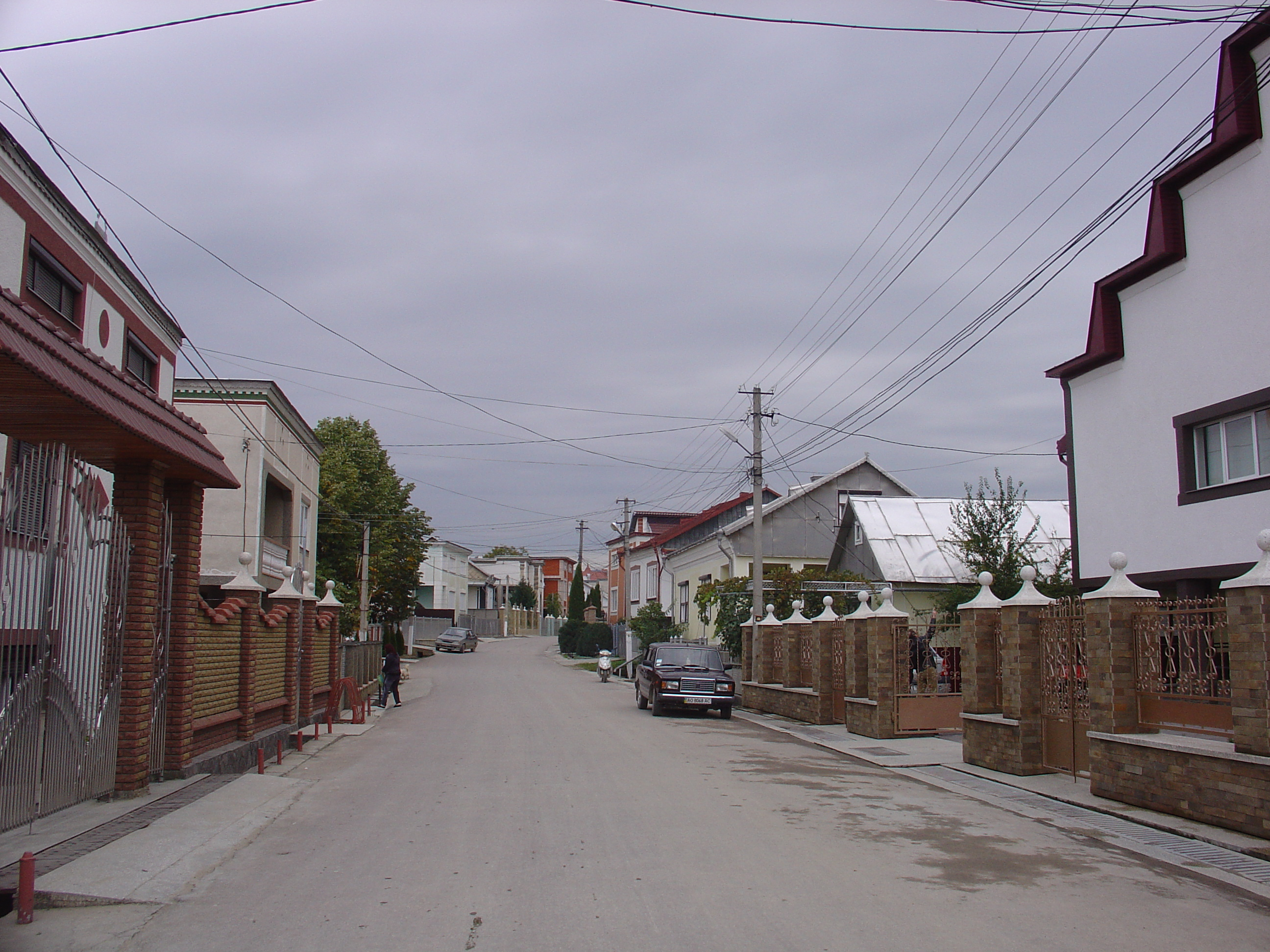
Jedna z ulic